# Cyathea brownii
Cyathea brownii är en ormbunkeart som beskrevs av Karel Domin. Cyathea brownii ingår i släktet Cyathea och familjen Cyatheaceae. Inga underarter finns listade.